# Winslow, Maine
Winslow är en kommun (town) i Kennebec County i den amerikanska delstaten Maine med en yta av 100,3 km² och en folkmängd, som uppgår till 7 743 invånare (2000). Winslow grundades år 1771.

## Kända personer från Winslow
- Charles Fletcher Johnson, politiker, senator 1911-1917